# Acropoma hanedai
Acropoma hanedai är en fiskart som beskrevs av Matsubara, 1953. Acropoma hanedai ingår i släktet Acropoma och familjen Acropomatidae. Inga underarter finns listade i Catalogue of Life.